# Confédération générale des travailleurs démocratiques
La Confederación General de Trabajadores Democráticos (CGTD -Confédération générale des travailleurs démocratiques) est une confédération syndicale colombienne fondée en 1992.